# Daewoo Tico
Daewoo Tico je malý osobní automobil, který byl vyráběný jihokorejskou automobilkou Daewoo mezi lety 1991 a 2001. Vychází z 3 generace Suzuki Alto (z roku 1988). Automobil pohání tříválcový motor S-TEC o objemu 796 cm3. Má pětistupňovou manuální nebo třístupňovou automatickou převodovku. Vyvážel se do Evropy pod názvem Daewoo Tico a do Latinské Ameriky pod názvem Daewoo Fino. Později se také začal vyrábět v Polsku. V roce 1998 byl představen nástupce Daewoo Matiz a v roce 2001 byla výroba vozu Tico ukončena.

## Bezpečnost
Vozu byla často vytýkáná slabá pasivní bezpečnost a absence airbagů. Ve své době se jednalo o nejlevnější nový vůz na trhu s nízkou spotřebou, slabším komfortem a s již zmiňovanou malou bezpečnosti pro posádku v případě havárie.